# Дуб пірамідальний (Чорномин)
Дуб піраміда́льний — вікове дерево, ботанічна пам'ятка природи місцевого значення. Зростає у селі Чорномин Піщанського району Вінницької області, на приватній садибі.
За переказом, посаджений місцевим поміщиком Миколаєм Чарномським.
Оголошений об'єктом природно-заповідного фонду рішенням Вінницького облвиконкому № 371 від 29.08.1984. Охоронний № 80/555. Перебуває у віданні Чорноминської сільської ради. Площа — 0,01 га. Під охороною — рідкісне в області дерево дуба звичайного пірамідальної форми віком 100 років, висота дерева — 24 м, діаметр — 48 см; цінний у історичному, науково-пізнавальному та естетичному значеннях, садово-парковому будівництві.

## Галерея

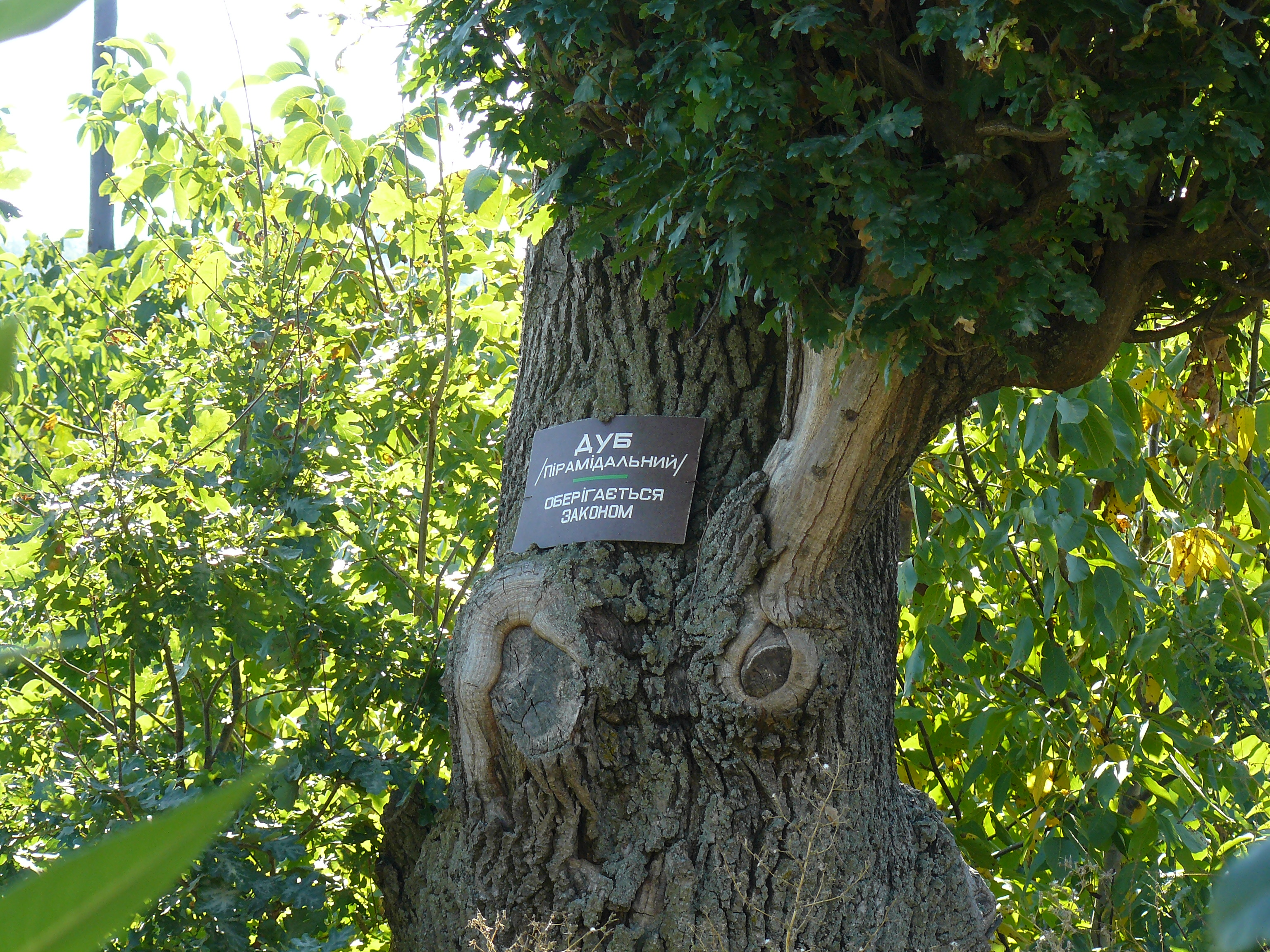
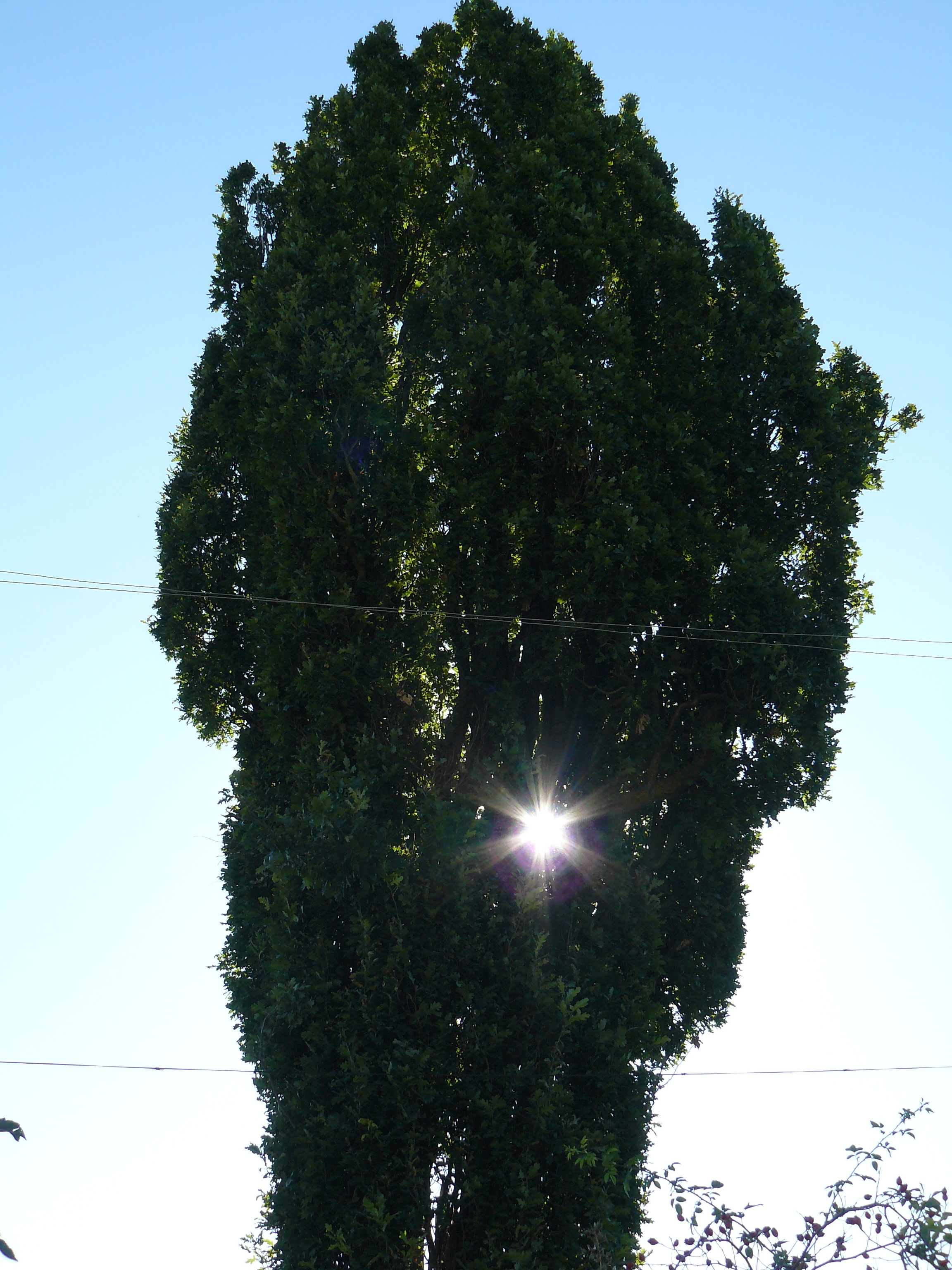
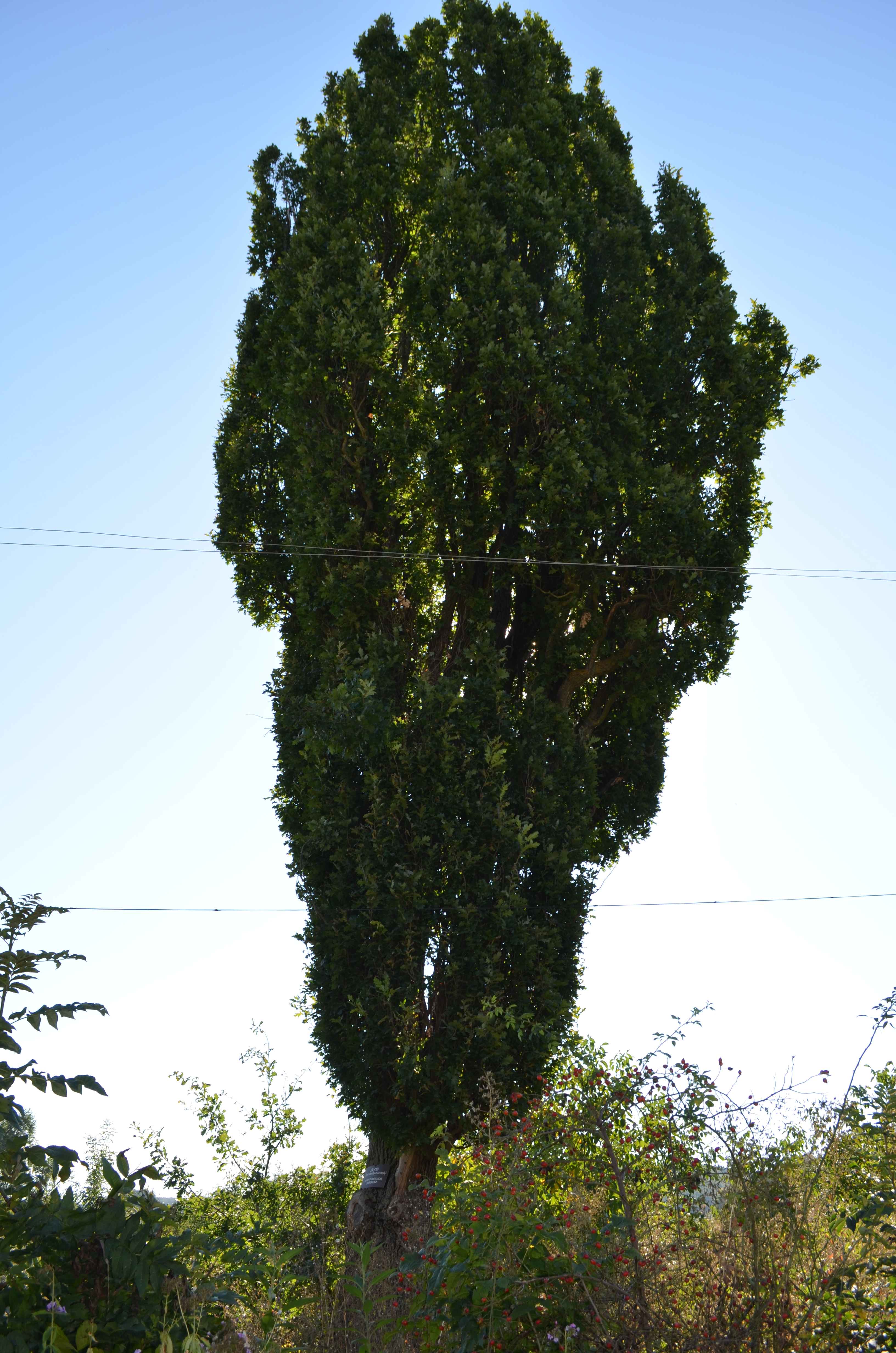
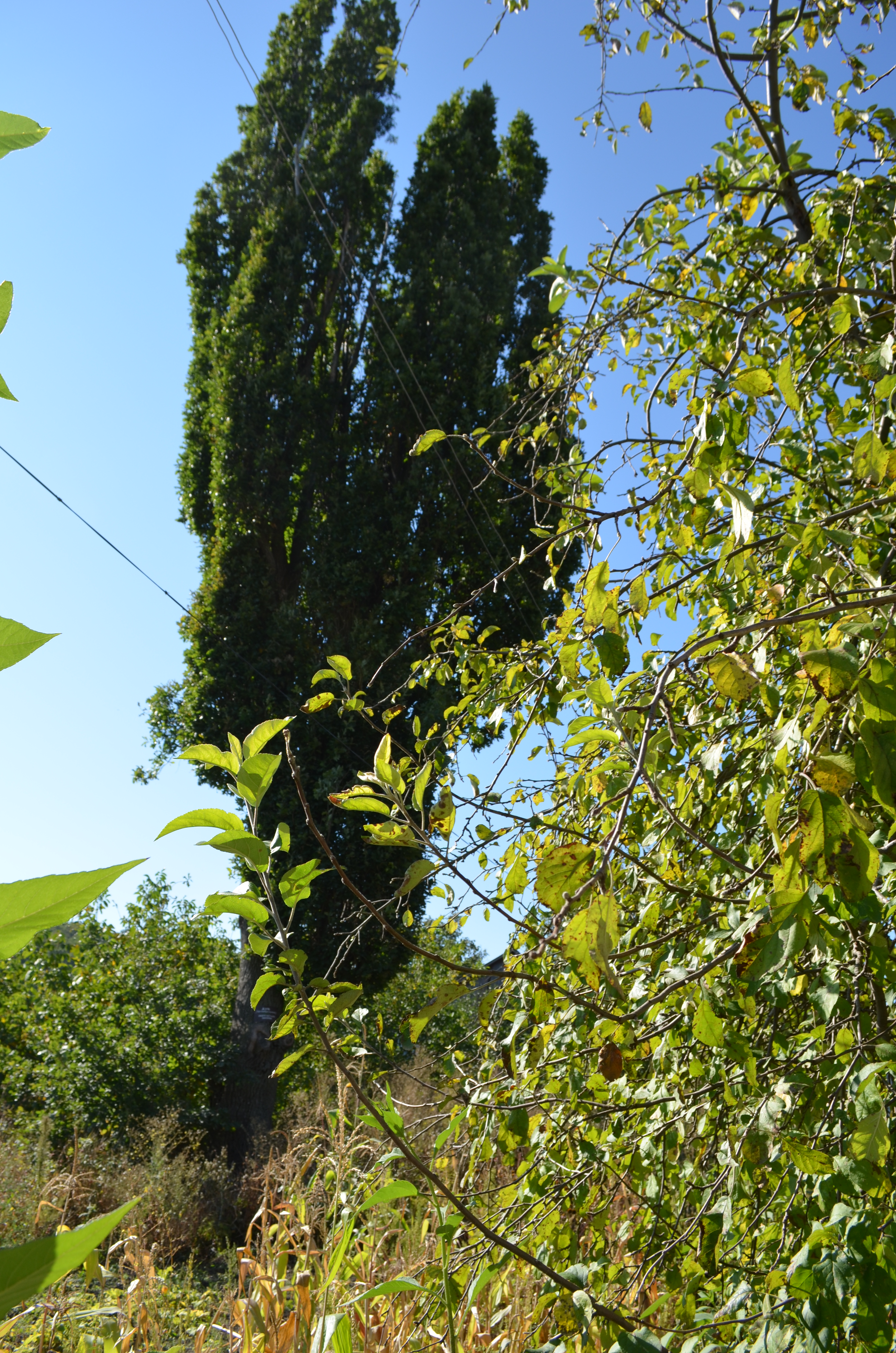